# Daniil Romanov
Daniil Romanov (8 maart 1994) is een Russisch skeletonracer.

## Carrière
Romanov maakte zijn wereldbekerdebuut in het seizoen 2020/2021 waar hij als 10e eindigde in het algemene klassement. In 2022 nam hij deel aan de Olympische Spelen waar hij een 23e plaats behaalde.

## Resultaten

### Olympische Spelen
| Jaar | Plaats | Resultaat |
| ---- | ------ | --------- |
| 2022 | Peking | 23e       |

### Wereldkampioenschappen
| Jaar | Plaats    | Resultaat       |
| ---- | --------- | --------------- |
| 2021 | Altenberg | 19e Individueel |

### Wereldbeker
Eindklasseringen
| Seizoen   | Rang |
| --------- | ---- |
| 2020/2021 | 10e  |